# Jim Rash
James Rash, dit Jim Rash, est un acteur, scénariste et réalisateur américain, né le 15 juillet 1971 à Charlotte (Caroline du Nord).
Il est principalement connu pour son rôle du doyen haut en couleur Craig Pelton dans la série télévisée Community (2009-2015). Il fait quelques apparitions dans d'autres séries telles que Friends ou That '70s Show. En 2012, Jim Rash remporte l'Oscar du meilleur scénario adapté pour The Descendants, coécrit avec Alexander Payne et Nat Faxon. L'année suivante, il écrit et réalise avec Faxon Cet été-là, présenté au festival de Sundance 2013.

## Biographie
Originaire de Caroline du Nord, Jim Rash et sa sœur sont élevés par des parents adoptifs. Au début de sa carrière, il est membre du groupe d'improvisation humoristique The Groundlings, basé à Los Angeles.

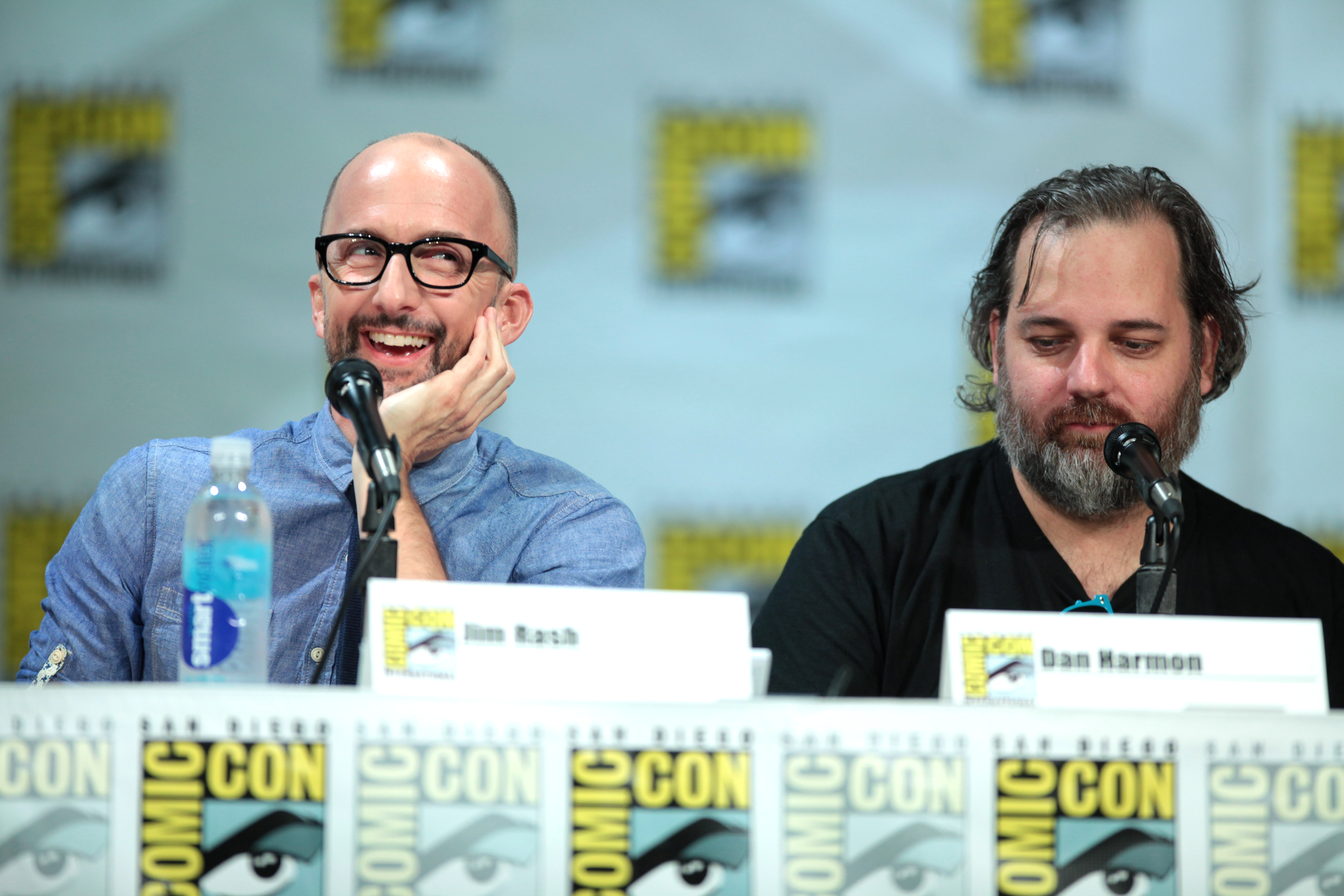
Jim Rash au côté de Dan Harmon, au Comic-Con de San Diego de 2014.

En 2009, sa carrière est lancée lorsqu'il est retenu pour le rôle de Craig Pelton dans la série télévisée Community sur NBC. Le rôle lui vaut entre autres une nomination au Critics' Choice Television Award du meilleur acteur dans un second rôle dans une série télévisée comique en 2012.
En 2012 également, à l'occasion de la 84e cérémonie des Oscars, il remporte l'Oscar du meilleur scénario adapté pour The Descendants, aux côtés d'Alexander Payne et Nat Faxon.

## Vie privée
Jim Rash a déclaré avoir fait son coming out "il y a plus de 10 ans" lors d'une interview faisant la promotion du film "Bros" en septembre 2022.

## Filmographie

### Acteur
- 2003 : That '70s Show : Fenton
- 2004 : Friends (saison 10, épisode 17) : Passager de l'avion
- 2005 : Will et Grace : Brent (saison 8, épisode 6)
- 2005 : L'école fantastique : M. Grayson/Stitches
- 2009–2015 : Community : le doyen Craig Pelton
- 2013 : Cet été-là (The Way, Way Back) de Jim Rash et Nat Faxon : Lewis
- 2014: Glee (série télévisée): Lee Paulblatt
- 2016 : Lucifer : Richard (saison 1 épisode 8)
- 2016 : Captain America: Civil War de Anthony et Joe Russo : le directeur du MIT
- 2017 : Girlboss : Mobias
- 2017 : La Bande à Picsou (DuckTales) : Géo Trouvetou (voix originale)
- dès 2019 : Harley Quinn : Edward Nigma / l'Homme-mystère (voix originale)
- 2020 : Brooklyn Nine-Nine : Dr Jones (saison 7, épisode 3)
- 2021 : Maman, j'ai raté l'avion ! (ça recommence) : le chef du chœur
- 2022 : La Femme qui habitait en face de la fille à la fenêtre : le stewart (saison 1, épisode 8)
- 2023-2024 : That '90s Show : Fenton (2 épisodes)
- 2024 : To The Moon (Fly Me to the Moon) de Greg Berlanti : Lance Vespertine

### Scénariste
- 2011 : The Descendants, avec Nat Faxon et Alexander Payne
- 2013 : Cet été-là (The Way, Way Back), avec Nat Faxon

### Réalisateur
- 2013 : Cet été-là (The Way, Way Back), avec Nat Faxon
- 2020 : Downhill, avec Nat Faxon

### Présentateur
- 2017 : Beyond Stranger Things (aftershow de la série diffusée sur Netflix)

## Distinctions

### Récompenses
- National Board of Review Awards 2011 : meilleur scénario adapté pour The Descendants avec Nat Faxon et Alexander Payne
- Satellite Awards 2011 : meilleur scénario adapté pour The Descendants avec Nat Faxon et Alexander Payne
- Chlotrudis Awards 2012 : meilleur scénario adapté pour The Descendants avec Nat Faxon et Alexander Payne
- Independent Spirit Awards 2012 : meilleur scénario adapté pour The Descendants avec Nat Faxon et Alexander Payne
- Dallas-Fort Worth Film Critics Association Awards 2012 : meilleur scénario pour The Descendants avec Nat Faxon et Alexander Payne
- Florida Film Critics Circle Awards 2012 : meilleur scénario adapté pour The Descendants avec Nat Faxon et Alexander Payne
- Oscars 2012 : meilleur scénario adapté pour The Descendants avec Nat Faxon et Alexander Payne
- TV Guide Awards 2012 : meilleure distribution pour Community avec Joel McHale, Gillian Jacobs, Danny Pudi, Yvette Nicole Brown, Alison Brie, Donald Glover, Ken Jeong et Chevy Chase

### Nominations
- AACTA International Awards 2012 : meilleur scénario pour The Descendants avec Nat Faxon et Alexander Payne
- BAFTA Awards 2012 : meilleur scénario adapté pour The Descendants avec Nat Faxon et Alexander Payne
- Critics' Choice Movie Awards 2012 : meilleur scénario adapté pour The Descendants avec Nat Faxon et Alexander Payne
- Golden Globes 2012 : meilleur scénario pour The Descendants avec Nat Faxon et Alexander Payne